# Ernst Heinrich Friedrich Meyer
Pour les articles homonymes, voir Meyer.
Ernst Heinrich Friedrich Meyer est un botaniste allemand, né en 1791 à Hanovre et mort en 1858 à Königsberg, province de Prusse-Orientale.
Ce médecin donne des cours privés de botanique à Göttingen avant de devenir professeur à Königsberg à partir de 1826. Il se spécialise sur le Juncaceae et fait paraître une histoire de la botanique en quatre volumes de 1854 à 1857, Geschichte der Botanik.